# The Starmer Brothers
The Starmer Brothers, bestehend aus William Starmer (* März (?) 1872 als William Austin Starmer in Leeds, England; † unbekannt) und Frederick Starmer (* 2. September 1878 in Leeds, England; † unbekannt), war ein US-amerikanisches Sheet-Musik-Duo, die zwischen 1910 und 1940 immer wieder als Zeichner verschiedener Hawaiian-Cover in Erscheinung traten. Es ist nicht viel über die Starmer Brothers bekannt, da sie ab 1930 nicht mehr in den USA oder sonst wo gemeldet waren.

## Leben

### Kindheit und Jugend

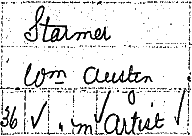
Der Einwanderungsschein der Starmer Brothers auf Ellis Island

Die Starmer Brothers wurden in Leeds (England) als Kinder von James und Ann E. Starmer geboren. Zudem hatten sie einen älteren Bruder, Erwin J. Starmer, über den jedoch nichts bekannt ist. William Starmer lernte Schuster, über Frederick Starmers Beruf ist nichts bekannt. 

### Immigration in die USA
Bevor die beiden Brüder 1898 in die Vereinigten Staaten auswanderten, waren sie schon in England als lokale Musiker bekannt. Nachdem  William 1900 noch einmal nach England zurückgekehrt war und dort Julitta M. Dawson geheiratet hatte, folgten ihnen ihre Eltern 1904 in die USA. Sie wohnten laut des Census Bureaus der USA in Long Island, New York. Die beiden Starmer Brothers waren auch hier wieder lokale Musiker, die sich damit ihren Lebensunterhalt verdienten. William hatte wahrscheinlich einen Sohn (William J. Starmer), der jedoch in keinen Unterlagen auftaucht. Seit 1910 traten sie immer wieder als Sheet-Musik-Künstler in Erscheinung, ihre Signatur findet sich unter anderem auf den Covern von There’s A Garden In Hawaii, Mo Na Lu, My Honolulu Ukulele Baby und Bimini Bay. 1922 verstarb William Starmers Ehefrau Julitta. Bis in die 1940er Jahre hinein tauchten die Starmer Brothers als Künstler auf. 

## Zeugnisse

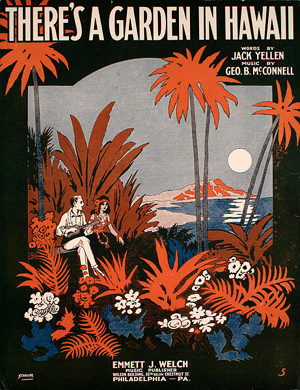
There's A Garden In Hawaii; Cover gezeichnet von den Starmer Brothers

Seit den frühen 1930er Jahren ist von den Starmer Brothers nichts mehr bekannt, außer dass William Starmer noch einmal heiratete. Frederick Starmer war nicht einmal mehr beim Einwohnermeldeamt (United States Census Bureau) gemeldet. Daher sind auch die Todesdaten der Brüder unbekannt. Bildaufnahmen von den Starmer Brothers gibt es nicht oder sind unbekannt. Nachdem der Musik-Sammler Mike Montgomery Nachforschungen anstellte, wurde überhaupt erst etwas über die Starmer Brothers bekannt und es kamen bis dahin unbekannte Informationen zum Vorschein.